# جيرارد مارتين
جيرارد مارتين لانغريو (مواليد 26 فبراير 2002) هو لاعب كرة قدم إسباني محترف يلعب في مركز الظهير الأيسر مع نادي برشلونة.

## النشأة
وُلد في إسبلوغيس دي يوبريغات بمقاطعة برشلونة في كاتالونيا، ثم انتقل مع عائلته إلى سان أندريس دي لا بارسا في سن الخامسة.

## المسيرة المهنية
في عام 2023، انضم مارتين إلى نادي برشلونة أتلتيك الإسباني، حيث وُصف بأنه "أحد اللاعبين الأساسيين". وفي 17 أغسطس 2024، شارك لأول مرة في لا ليغا مع برشلونة، حيث حل محل أليخاندرو بالدي في مباراة الفوز 2–1 خارج أرضه على فالنسيا.